# Snowboard nos Jogos Olímpicos de Inverno de 2002 - Slalom gigante paralelo masculino
A competição do slalom gigante paralelo masculino do snowboard nos Jogos Olímpicos de Inverno de 2002 ocorreu entre os dias 14 de fevereiro e 15 de fevereiro de 2002 na Park City Mountain Resort, em Park City.

## Medalhistas
| Ouro   | SUI Philipp Schoch      |
| Prata  | SWE Richard Richardsson |
| Bronze | USA Chris Klug          |

## Resultados

### Qualificação
Na fase de qualificação os 32 snowboarders inscritos realizarm uma descida, sendo que as 16 com melhores tempos avançaram a fase seguinte.
| Pos. | Atleta                  | Tempo | Notas |
| ---- | ----------------------- | ----- | ----- |
| 1    | SUI Gilles Jaquet       | 35.69 | Q     |
| 2    | AUT Alexander Maier     | 36.28 | Q     |
| 3    | SWE Daniel Biveson      | 36.42 | Q     |
| 4    | SWE Richard Richardsson | 36.58 | Q     |
| 5    | SLO Dejan Košir         | 36.71 | Q     |
| 6    | CAN Jérôme Sylvestre    | 36.86 | Q     |
| 7    | FRA Mathieu Bozzetto    | 36.90 | Q     |
| 8    | AUT Sigi Grabner        | 36.94 | Q     |
| 9    | AUT Stefan Kaltschütz   | 36.97 | Q     |
| 10   | AUT Dieter Krassnig     | 37.02 | Q     |
| 11   | USA Chris Klug          | 37.17 | Q     |
| 12   | SWE Stephen Copp        | 37.22 | Q     |
| 13   | GER Mathias Behounek    | 37.31 | Q     |
| 14   | ITA Walter Feichter     | 37.33 | Q     |
| 15   | SUI Philipp Schoch      | 37.34 | Q     |
| 16   | FRA Nicolas Huet        | 37.49 | Q     |
| 17   | CAN Mark Fawcett        | 37.53 |       |
| 18   | GER Markus Ebner        | 37.64 |       |
| 19   | ITA Roland Fischnaller  | 37.70 |       |
| 20   | USA Jeff Greenwood      | 37.84 |       |
| 21   | FRA Christophe Ségura   | 38.06 |       |
| 22   | ITA Kurt Niederstätter  | 38.22 |       |
| 23   | FRA Charlie Cosnier     | 38.41 |       |
| 24   | CAN Ryan Wedding        | 38.61 |       |
| 25   | SUI Simon Schoch        | 38.63 |       |
| 26   | AUS Zeke Steggall       | 38.69 |       |
| 27   | USA Peter Thorndike     | 38.85 |       |
| 28   | SWE Jonas Aspman        | 38.88 |       |
| 29   | CAN Jasey-Jay Anderson  | 39.09 |       |
| —    | SUI Ueli Kestenholz     | DNF   |       |
| —    | SLO Tomaž Knafelj       | DNF   |       |
| —    | ITA Simone Salvati      | DSQ   |       |

### Fase final
| Oitavas de final | Oitavas de final        | Oitavas de final |  |  | Quartas de final | Quartas de final        | Quartas de final |  |  | Semifinal | Semifinal               | Semifinal |  |                | Final          | Final                   | Final |
|                  |                         |                  |  |  |                  |                         |                  |  |  |           |                         |           |  |                |                |                         |       |
| 1                | SUI Gilles Jaquet       | DSQ              |  |  |                  |                         |                  |  |  |           |                         |           |  |                |                |                         |       |
| 16               | FRA Nicolas Huet        | -                |  |  | 16               | FRA Nicolas Huet        | -                |  |  |           |                         |           |  |                |                |                         |       |
| 8                | AUT Sigfried Grabner    | -                |  |  | 8                | AUT Sigfried Grabner    | DSQ              |  |  |           |                         |           |  |                |                |                         |       |
| 9                | AUT Stefan Kaltschütz   | +1.57            |  |  |                  |                         |                  |  |  | 16        | FRA Nicolas Huet        | DSQ       |  |                |                |                         |       |
| 5                | SLO Dejan Kosir         | -                |  |  |                  |                         |                  |  |  | 4         | SWE Richard Richardsson | -         |  |                |                |                         |       |
| 12               | SWE Stephen Copp        | +2.12            |  |  | 5                | SLO Dejan Kosir         | +2.45            |  |  |           |                         |           |  |                |                |                         |       |
| 4                | SWE Richard Richardsson | -                |  |  | 4                | SWE Richard Richardsson | -                |  |  |           |                         |           |  |                |                |                         |       |
| 13               | GER Mathias Behounek    | +1.24            |  |  |                  |                         |                  |  |  |           |                         |           |  |                | 4              | SWE Richard Richardsson | DSQ   |
| 3                | SWE Daniel Biveson      | +0.00 *          |  |  |                  |                         |                  |  |  |           |                         |           |  |                | 15             | SUI Philipp Schoch      | -     |
| 14               | ITA Walter Feichter     | -                |  |  | 14               | ITA Walter Feichter     | +1.03            |  |  |           |                         |           |  |                |                |                         |       |
| 6                | CAN Jerome Sylvestre    | +0.05            |  |  | 11               | USA Chris Klug          | -                |  |  |           |                         |           |  |                |                |                         |       |
| 11               | USA Chris Klug          | -                |  |  |                  |                         |                  |  |  | 11        | USA Chris Klug          | DSQ       |  |                |                |                         |       |
| 7                | FRA Mathieu Bozzetto    | -                |  |  |                  |                         |                  |  |  | 15        | SUI Philipp Schoch      | -         |  |                |                |                         |       |
| 10               | AUT Dieter Krassnig     | +2.24            |  |  | 7                | FRA Mathieu Bozzetto    | DSQ              |  |  |           |                         |           |  | Terceiro lugar | Terceiro lugar | Terceiro lugar          |       |
| 2                | AUT Alexander Maier     | DSQ              |  |  | 15               | SUI Philipp Schoch      | -                |  |  |           |                         |           |  |                | 16             | FRA Nicolas Huet        | +1.36 |
| 15               | SUI Philipp Schoch      | -                |  |  |                  |                         |                  |  |  |           |                         |           |  |                | 11             | USA Chris Klug          | -     |

* Em caso de empate, o vencedor da segunda descida vence o confronto.
Legenda
| Recorde mundial      | Recorde mundial (World record)               |                       | Recorde africano                      | Recorde africano (African) |                                           | Q | Classificado por posição (Qualified) |
| Recorde olímpico     | Recorde olímpico (Olympic record)            | Recorde da América    | Recorde da América (Americas)         | q                          | Classificado por melhor tempo (Qualified) |   |                                      |
| Melhor marca do ano  | Melhor marca do ano (World leading)          | Recorde asiático      | Recorde asiático (Asian)              | DNS                        | Não largou (Did not start)                |   |                                      |
| Recorde nacional     | Recorde nacional (National record)           | Recorde europeu       | Recorde europeu (European)            | DNF                        | Não terminou (Did not finish)             |   |                                      |
| Recorde pessoal      | Recorde pessoal do atleta (Personal best)    | Recorde da Oceania    | Recorde da Oceania (Oceania)          | DSQ / DQ                   | Desclassificado (Disqualified)            |   |                                      |
| Recorde da temporada | Recorde da temporada do atleta (Season best) | Recorde sul-americano | Recorde sul-americano (South America) | NM                         | Sem marca (No mark)                       |   |                                      |